# هاگنبوشاخ
هاگنبوشاخ (به آلمانی: Hagenbüchach) یک شهر در آلمان است که در نوی‌شتات واقع شده‌است. هاگنبوشاخ ۱٬۲۵۰ نفر جمعیت دارد.